# 강원특별자치도원주의료원
강원특별자치도원주의료원(江原特別自治道原州醫療院, Gangwon State Wonju Medical Center)은 강원특별자치도 원주시에 위치한 강원특별자치도청 산하의 공공병원이다.

## 연혁
- 1942년 도립 원주자혜의원 개원
- 1983년 지방공사강원도 원주의료원으로 변경
- 2006년 강원도 원주의료원으로 변경
- 2021년 원주의료원 신관 준공[4]
- 2025년 강원도 서부권 최초의 공공어린이재활의료센터 및 심·뇌혈관센터 준공 및 운영예정

내과, 외과, 소아청소년과, 성형외과, 산부인과, 정형외과, 신경외과, 신경과, 치과, 재활의학과, 영상의학과, 진단검사의학과, 건강관리과, 마취통증의학과(수술실), 응급의학과(응급실), 이비인후과(신설) ,심장내과(신설), 신장내과(예정),건강검진센터, 피부과

## 같이 보기
- 병원